# Territorio dell'Arkansas

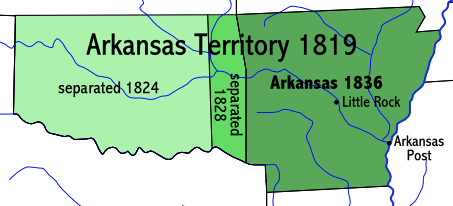
Mappa del territorio.

Il territorio dell'Arkansas, originariamente territorio dell'Arkansaw, fu un territorio organizzato degli Stati Uniti che è esistito dal 4 luglio 1819 al 15 giugno 1836, quando fu ammesso nell'Unione come Stato dell'Arkansas.

## Storia

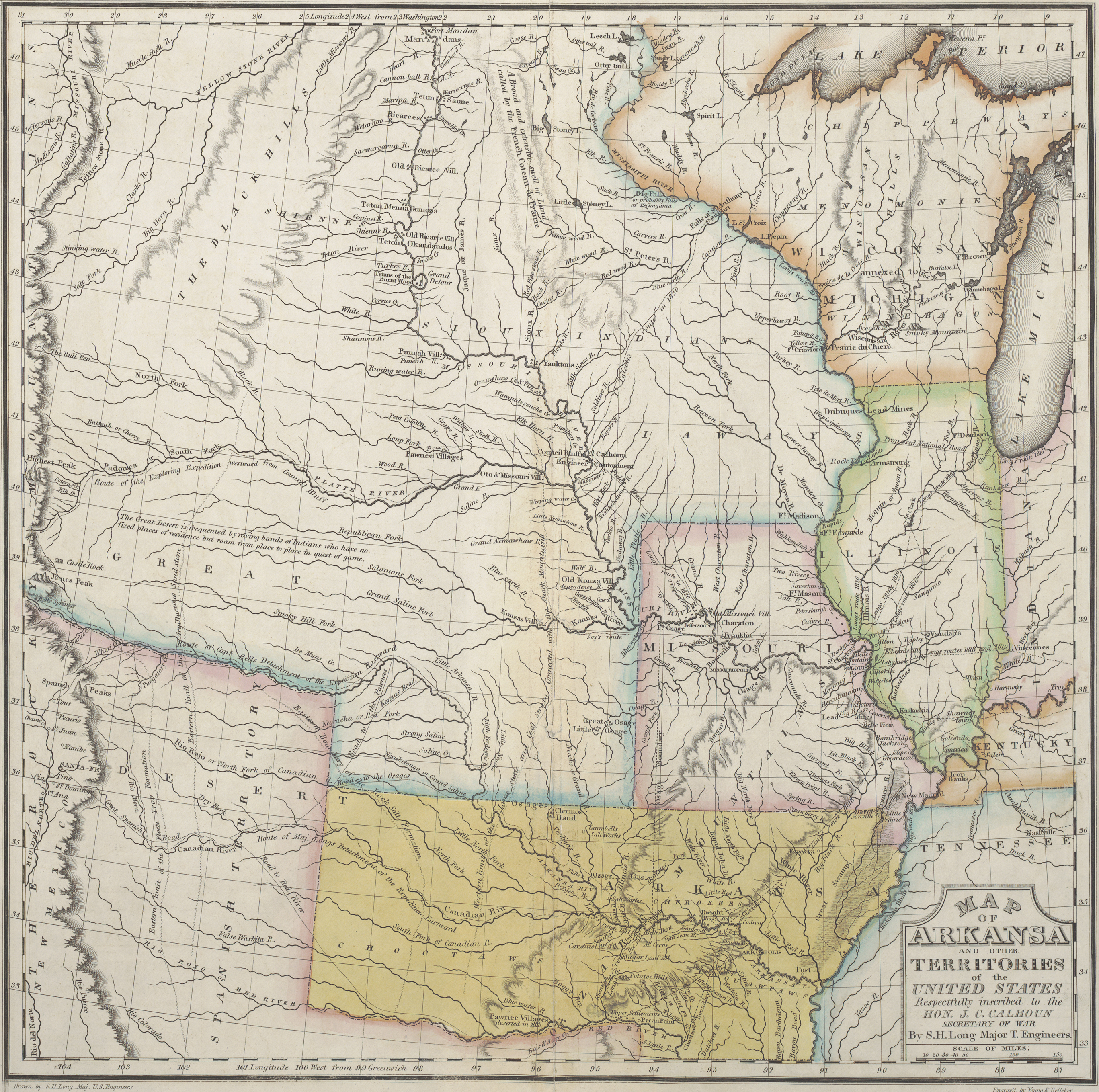
Stephen Harriman Long, Geographical, Statistical and Historical Map of Arkansas Territory, 1822

Il territorio dell'Arkansas fu creato a partire dal territorio del Missouri, di cui comprendeva la parte a sud di 36° di latitudine nord, compresa tra i fiumi Mississippi e Saint Francis, seguendo poi il confine del territorio del Missouri, confinando a sud (33° di latitudine nord) con la Louisiana; questo includeva parte dell'odierno stato dell'Oklahoma. La parte più occidentale del territorio fu rimossa il 15 novembre 1824, e una seconda parte il 6 maggio 1828, riducendo il territorio all'odierno Arkansas.
Il confine occidentale originario arrivava fino al Red River; vi furono ulteriori negoziati con i Choctaw negli anni Venti del secolo, in cui fu creata la linea successiva, che andava fino a Fort Smith.
Tra il 1819 e il 1821 la capitale fu Arkansas Post, mentre tra il 1821 e il 1836 fu Little Rock, che oggi è la capitale dell'Arkansas.

## Governatori
Il territorio ebbe quattro governatori:
- James Miller[3] (1819–1824)
- George Izard (1825–1828)
- John Pope[4] (1829–1835)
- William Savin Fulton[5] (1835–1836)